# Raphael de Oliveira (pallavolista 1979)
Raphael Vieira de Oliveira (São João del-Rei, 14 giugno 1979) è un ex pallavolista brasiliano, di ruolo palleggiatore.

## Palmarès

### Club
- Campionato brasiliano: 2

2002-03, 2018-19, 2020-21
- Campionato italiano: 2

2010-11, 2012-13
- Campionato turco: 1

2013-14
- Coppa del Brasile: 3

2002-03, 2015, 2017
- Coppa di Russia: 1

2005-06
- Coppa Italia: 3

2009-10, 2011-12, 2012-13
- Coppa di Turchia: 1

2013-14
- Supercoppa italiana: 1

2011
- Supercoppa turca: 1

2013
- Supercoppa brasiliana: 1

2019, 2020
- Campionato Paulista: 6

2014, 2015, 2016, 2017, 2018, 2019
- Coppa San Paolo: 1

2015
- Campionato mondiale per club: 4

2009, 2010, 2011, 2012
- Campionato sudamericano per club: 1

2000
- Champions League: 2

2009-10, 2010-11
- Gran Prix brasiliano: 1

2004
- Campionato italiano A2: 1

2007-08

### Nazionale (competizioni minori)
- Campionato sudamericano Pre-Juniores 1997
- Campionato sudamericano Juniores 1998
- Campionato mondiale Juniores 1998

### Premi individuali
- 2009 - Mondiale per club: Miglior palleggiatore
- 2010 - Premio Professor Carlinhos: massima onorificenza sportiva dello Stato di Rio de Janeiro[1].
- 2010 - Mondiale per club: Miglior palleggiatore
- 2011 - Mondiale per club: Miglior palleggiatore
- 2012 - Coppa Italia: MVP
- 2014 - Champions League: Miglior palleggiatore
- 2014 - Mondiale per club: Miglior palleggiatore
- 2017 - Superliga Série A: Craque da Galera
- 2019 - Superliga Série A: Craque da Galera
- 2021 - Superliga Série A: Craque da Galera